# Bermering
Bermering és un municipi francès, situat al departament del Mosel·la i a la regió del Gran Est. L'any 2007 tenia 238 habitants.

## Demografia

### Població
El 2007 la població de fet de Bermering era de 238 persones. Hi havia 86 famílies, de les quals 16 eren unipersonals (16 dones vivint soles i 16 dones vivint soles), 37 parelles sense fills, 29 parelles amb fills i 4 famílies monoparentals amb fills.
La població ha evolucionat segons el següent gràfic:
Habitants censats

### Habitatges
El 2007 hi havia 98 habitatges, 91 eren l'habitatge principal de la família i 7 estaven desocupats. 94 eren cases i 4 eren apartaments. Dels 91 habitatges principals, 78 estaven ocupats pels seus propietaris, 10 estaven llogats i ocupats pels llogaters i 2 estaven cedits a títol gratuït; 3 tenien tres cambres, 12 en tenien quatre i 75 en tenien cinc o més. 74 habitatges disposaven pel capbaix d'una plaça de pàrquing. A 44 habitatges hi havia un automòbil i a 36 n'hi havia dos o més.

### Piràmide de població
La piràmide de població per edats i sexe el 2009 era:
| Homes | Edats   | Dones |
| ----- | ------- | ----- |
| 0     | 95 o +  | 0     |
| 0     | 90 a 94 | 0     |
| 0     | 85 a 89 | 4     |
| 0     | 80 a 84 | 4     |
| 4     | 75 a 79 | 4     |
| 4     | 70 a 74 | 8     |
| 12    | 65 a 69 | 4     |
| 4     | 60 a 64 | 20    |
| 8     | 55 a 59 | 4     |
| 0     | 50 a 54 | 4     |
| 4     | 45 a 49 | 0     |
| 0     | 40 a 44 | 12    |
| 8     | 35 a 39 | 8     |
| 20    | 30 a 34 | 12    |
| 4     | 25 a 29 | 12    |
| 0     | 20 a 24 | 4     |
| 12    | 15 a 19 | 4     |
| 0     | 10 a 14 | 8     |
| 4     | 5 a 9   | 12    |
| 12    | 0 a 4   | 4     |

## Economia
El 2007 la població en edat de treballar era de 131 persones, 96 eren actives i 35 eren inactives. De les 96 persones actives 87 estaven ocupades (51 homes i 36 dones) i 8 estaven aturades (3 homes i 5 dones). De les 35 persones inactives 12 estaven jubilades, 9 estaven estudiant i 14 estaven classificades com a «altres inactius».

### Ingressos
El 2009 a Bermering hi havia 90 unitats fiscals que integraven 252 persones, la mediana anual d'ingressos fiscals per persona era de 15.711 €.

### Activitats econòmiques
Dels 5 establiments que hi havia el 2007, 1 era d'una empresa de construcció, 1 d'una empresa de comerç i reparació d'automòbils, 1 d'una empresa de transport i 2 d'empreses classificades com a «altres activitats de serveis».
Dels 3 establiments de servei als particulars que hi havia el 2009, 1 era un taller de reparació d'automòbils i de material agrícola, 1 fusteria i 1 perruqueria.
L'any 2000 a Bermering hi havia 5 explotacions agrícoles que ocupaven un total de 615 hectàrees.

## Equipaments sanitaris i escolars
El 2009 hi havia una escola elemental integrada dins d'un grup escolar amb les comunes properes formant una escola dispersa.

## Poblacions més properes
El següent diagrama mostra les poblacions més properes.